# Horacio Quiroga
Horacio Quiroga (31. prosince 1878 Salto, Uruguay – 19. února 1937 Buenos Aires, Argentina) byl uruguayský povídkář.

## Život

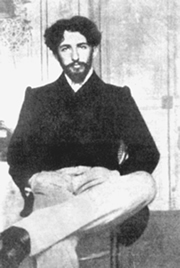
Horacio Quiroga (1900)

Quiroga, celým jménem Horacio Silvestre Quiroga Forteza prožil život poznamenaný mnoha tragédiemi. Narodil se ve městě Salto, které leží na hranicích Uruguaye s Argentinou. Krátce po narození se jeho otec se nešťastnou náhodou zastřelil. V Saltu prožil své dětství, studium absolvoval v Montevideu. Snažil se cestovat a psal první krátké povídky a básně, ale oddával se také drogám a jeho bouřlivý životní styl ho brzy přivedl na mizinu. Kromě toho znovu zasáhla do jeho života střelná zbraň, když nedopatřením zastřelil svého přítele. Vystřídal několik zaměstnání, např. řídil bavlníkovou plantáž v severoargentinské provincii Chaco. Tento jeho podnik brzy zkrachoval, nicméně Quirogovi učarovala pralesní příroda na pokraji civilizace. Quiroga pak pracoval jako učitel na gymnáziu v Buenos Aires, ale po nějaké době se přestěhoval do paraguayského městečka San Ignacio uprostřed divoké přírody v provincii Misiones, kde prožil devět let. Pracoval zde jako učitel. V r. 1909 se oženil s Anou Marií Ciriesovou a narodili se jim synové Eglé a Darío, jeho žena se však o šest let později otrávila kyanidem. Quiroga se vrátil do Buenos Aires, nicméně příležitostně žil i ve svém domě v Misiones. Ještě jednou se oženil, ale ani druhé manželství dlouho nevydrželo. Když u něj v r. 1937 lékaři diagnostikovali rakovinu, stejně jako první žena se otrávil kyanidem. Také oba jeho synové později ukončili život vlastní rukou.

## Dílo
Ve svých dílech se vracel k literárním postupům Edgara Allana Poea, ale také v nich lze najít předzvěst magického realismu. Kromě povídek psal také příběhy pro děti, které vyšly v češtině pod názvem Pohádky z pralesa. Hlavními hrdiny těchto osmi krátkých pohádek jsou různá pralesní zvířata, která pomáhají dobrým lidem a bojují proti zlu. V jedné pohádce například lovec zachrání velikou zraněnou želvu a když poté sám onemocní, želva jej odnese z pralesa až do Buenos Aires. V jiném příběhu zálesák zakáže lovit ryby v řece Yabebirí dynamitem, čímž si nakloní říční trnuchy, které ho pak s nasazením života zachrání před smečkou jaguárů. Pohádky apelují na ochranu přírody a soulad člověka s životem pralesa.

## Smrt
V únoru 1937 spáchal uruguayský autor povídek Horacio Quiroga sebevraždu vypitím kyanidového roztoku v nemocnici v Buenos Aires.

### České překlady
- Jihoamerické povídky (výbor, obsahuje pět povídek H.Quirogy, překlad Jan Jetmar, 1910, vydal J. Otto v edici Ottova Světová knihovna, sv. 775-776, druhé vydání 1925)
- Pohádky z pralesa (Cuentos de la selva, 1918, česky 1960 v překladu Ady Veselé)
- Návrat Anakondy (výbor z povídek z různých španělských originálů, česky 1978 v překladu Jiřího Rausche)